# Alvor
Alvor is een plaats in de gemeente Portimão in het Portugese district Faro. De plaats heeft een totale oppervlakte van 15,25 km² en telde 4977 inwoners in 2001.

## Geschiedenis
De plaats zou door de Carthagers zijn gesticht rond 436 v.Chr. en als Portus Hannibalis bekend worden.
Tijdens de Romeinse tijd was het als Ipses een belangrijke havenstad.
De plaats was vanaf 716 in het bezit van de moslims van Al-Andalus, die het Albur noemden. Zij bouwden er het kasteel van Alvor, dat onder het nabijgelegen Silves viel. Alvor werd in 1188 tijdens de Tweede Kruistocht door een vloot met kruisridders geplunderd. De 5.600 inwoners werden daarbij op een brute wijze uitgemoord. In 1191 kwam het wederom aan de moslims, toen de Almohaden uit Marokko de stad innamen. In 1240 werd Alvor door koning Sancho II van Portugal definitief veroverd op de moslims.
In 1495 stierf hier koning Johan II van Portugal aan een ziekte.
Nu is Alvor een toeristisch dorpje met een strand op loopafstand.

## Bezienswaardigheden

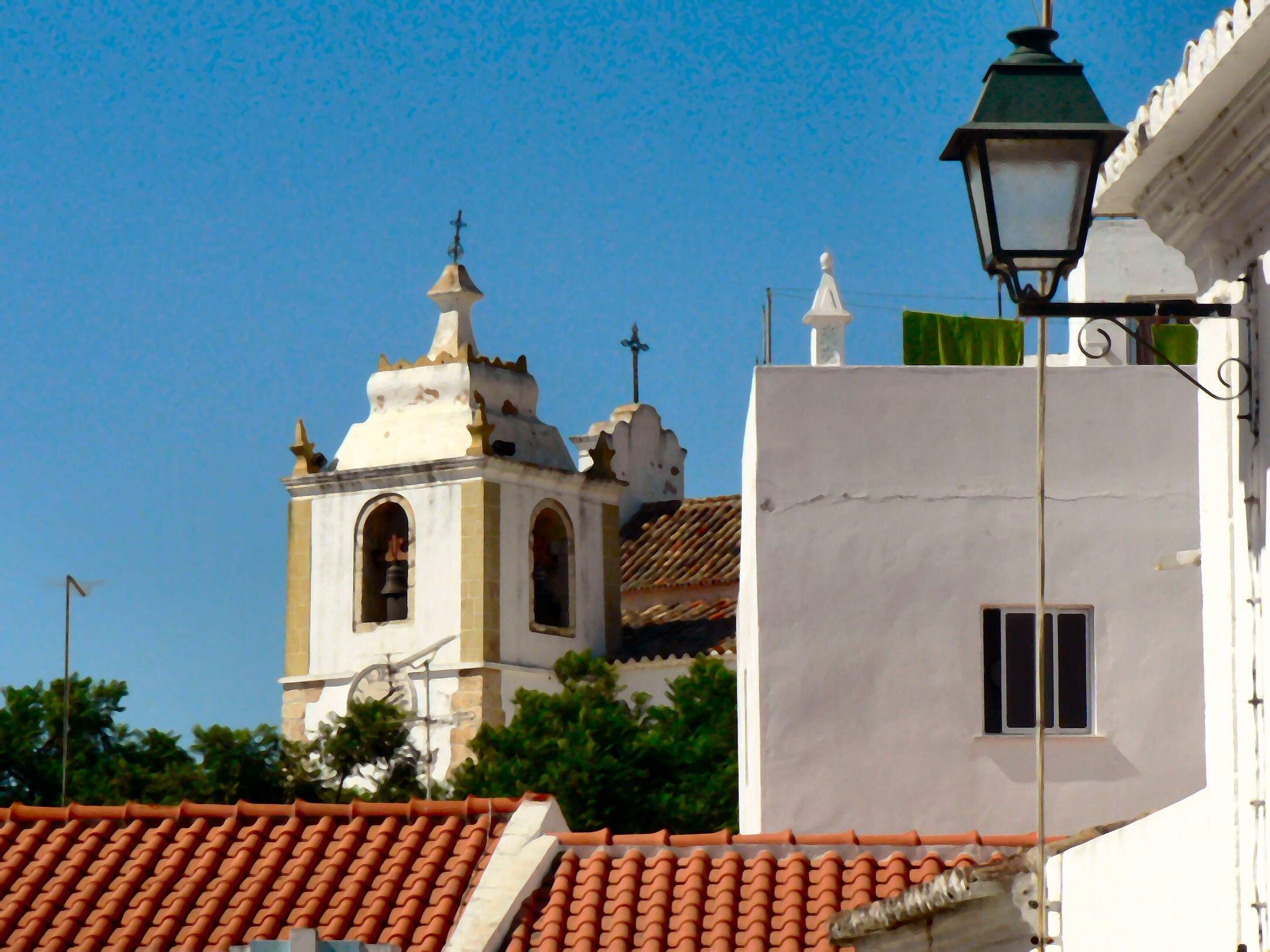
Kerk van Alvor

- Kasteel (Castelo de Alvor)
- Restanten Romeinse villa